# Emma Crebolder
Emma Maria Irma (Emmy) Crebolder-van der Velde beter bekend als Emma Crebolder (Sint-Jansteen, 1942) is een Nederlandse dichter en afrikaniste.

## Biografie
Ze groeide op in Zeeuws-Vlaanderen en studeerde Duitse taal en letterkunde aan de Universiteit Utrecht. Na haar huwelijk met de geneesheer Harry Crebolder verbleef ze enkele jaren in Tanzania. Ze studeerde daarna Afrikaanse talen aan de universiteiten van Leiden en Keulen. Ze doceerde jarenlang Swahili aan de Universiteit Nijmegen. Sinds 1972 woont ze in Limburg, eerst in Venlo (waar ze in 1993 de eerste Nederlandse stadsdichter werd) en vervolgens in Maastricht.
In haar poëzie versmelt ze persoonlijke herinneringen, gedachten en zintuiglijke ervaringen met elementen uit de historische, geografische en mythische werkelijkheid. Volgens de criticus Ben van Melick vertonen Crebolders gedichten een voorkeur voor vormvaste maar directe zegging en zijn ze geladen met emotie maar zonder grote woorden. Poëzie wordt bij haar steeds meer een talig, ernstig spel.

Crebolders poëzie oogt bescheiden, maar maakt grote vragen los. (Piet Gerbrandy)

In 2015 werd Crebolder de Leo Herberghs-poëzieprijs toegekend.

## Dichtbundels
- Waar niemand wegen waande (Prometheus, 1992)
- Weerkaatst in de stroom (Prometheus, 1993)
- Zwerftaal (Bert Bakker, 1995)
- Dansen met een vos (De Koperen Tuin, 1998)
- Golf (Uitgeverij IJzer, 2003)
- Toegift (Uitgeverij IJzer, 2006)
- Vergeten (Nieuw Amsterdam, 2010)
- Vallen (Nieuw Amsterdam, 2012)
- Verzoenen(Nieuw Amsterdam, 2014)
- Opsnuiven (Nieuw Amsterdam 2018).